# Werner Hoppe (Ringer)
Werner Hoppe (* 27. Juli 1934 in Saarbrücken; † 31. Dezember 2010) zählte zu den besten deutschen Ringern in der Zeit vor und nach 1960 und gehörte dem KSV Köllerbach an.
Er rang fast ausschließlich im griechisch-römischen Stil. In den Jahren 1958, 1960 und 1963 wurde er im Weltergewicht und 1965 und 1968 im Mittelgewicht deutscher Meister. Seine härtesten Konkurrenten um die Meistertitel dieser Zeit und um die Qualifikationen für die Olympischen Spiele 1956, 1960 und 1964 waren Heribert Hofmann, Lichtenfels, Peter Nettekoven, Duisdorf, Georg Utz, Kornwestheim und Horst Heß, Dortmund.
Er nahm an den Weltmeisterschaften 1955, damals noch für das als selbständiges Mitglied dem Internationalen Ringer-Verband (FILA) angehörende Saarland, 1958 und 1963 teil, konnte sich aber nicht im Vorderfeld platzieren. Ferner bestritt er zwei Europameisterschafts-Turniere, 1966 in Essen und 1968 in Västerås, wobei er in Essen den 7. Platz belegte. Bemerkenswerte Siege gelangen ihm dabei über Ansbol, Dänemark, Bruno Finzel, Greiz/DDR, Överby, Norwegen, Winkler und Pötsch, beide Österreich.
Mit seiner Mannschaft, dem KSV Köllerbach  errang er 1966, 1968 und 1972 den Titel eines deutschen Mannschaftsmeisters.